# Samuel Busque
 (juillet 2020).
Pour les articles homonymes, voir Busque (homonymie).
Samuel Busque né au Québec, producteur musical et guitariste du groupe québécois Noir Silence.

## Biographie
Samuel Busque, musicien et producteur musical, bifurque de l'administration à la musique lors de son adolescence.
Actif depuis 1993, il commence sa carrière en tant que cofondateur et guitariste du groupe Noir Silence. Groupe primé de disques platines et de disque d'or, cumulant près de 1000 spectacles à ce jour et 250 000 albums vendus.
L'expérience acquise, il migre vers la production musicale et la gérance d'artiste. En 2001, il crée une entreprise visant à aider les artistes, Productions Tribal. Il épaule des projets de la relève, prends en main la carrière de Noir Silence et participe à la montée des 3 gars su'l sofa, Tocadéo et Gabriella . Il collabore avec Patrick Norman sur l'album Simplement Patrick Norman en tant que co-réalisateur et directeur de projet. Il contribue, en 2017 à l'élaboration de la plateforme Espace Country. Une plateforme soutenant les artistes auto producteurs Folk, Roots, Country pop et Country.

### Projets marquants
Avec ses comparses de Noir Silence, ils créent un spectacle bénéfice pour les enfants de la tragédie du Lac-Mégantic. On y retrouve Kaïn, Michel Rivard, The Lost Fingers et plusieurs autres. Il est mandaté par la famille de Geneviève Breton pour réaliser le projet de l'album posthume de la chanteuse, décédée dans l'accident du Lac-Mégantic. Il accompagne Luc Cousineau dans les quatre derniers projets de sa carrière, alors que celui-ci est atteint de la sclérose latérale amyotrophique.

### Jury et formateur
Il est jury sur de multiples festivals, concours ; Festival Le Tremplin de Dégelis, , Cégeps en Spectacle et Cégeps Rocks, Pro-scène, Ma Première Places des Art et les FICG. Il donne plusieurs ateliers sur l’industrie tout en étant enseignant au Cégep Marie-Victorin.

## Noir Silence
Noir Silence est un groupe de pop rock canadien, originaire du Québec. Il est formé à l'origine de Jean-François Bernatchez, Samuel Busque, Jean-François Dubé, Martin Roby et Michelle Lambert. En 1993, Noir Silence compose cinq pièces en 48 heures afin de participer au concours Cégep Rock. Une deuxième position en poche, l'auto-production d'un démo voit le jour rapidement et s'écoule à 2 000 exemplaires. Noir Silence participe à plusieurs concours et présente un premier album complet en 1995. Succès immédiat, l'album s'écoule à 150 000 copies. S'enchaîne trois Félix, un YTV Achievement Award , plusieurs nominations au Juno's et plusieurs centaines de concerts au Québec, en Ontario, au Nouveau-Brunswick, en France et en Belgique.
Le groupe partage la scène avec plusieurs artistes dont ZZ Top, Cheap Trick, Backstreet Boys, Spin Doctors, Vilain Pingouin, Breen LeBoeuf.
En 2019, le catalogue de Noir Silence recueil 2 700 762 écoutes sur Spotify, ce qui équivaut à 10 ans d'écoute.
La chanson «On jase de toi» est déclarée Classique de la Socan en 2023.